# شیطا
شیطا یک منطقهٔ مسکونی در سوریه است که در بلندی‌های جولان واقع شده‌است. شیطا ۱٬۱۸۹ متر بالاتر از سطح دریا واقع شده‌است.